# Pere Mercader i Terrades
Pere Mercader i Terrades (Cassà de la Selva, 20 d'agost del 1916 - 24 de desembre del 1971) fou un compositor català.
Fou fill del compositor Pere Mercader i Andreu. Estudià música amb mossèn Gabriel Garcia, Frank Marshall i Ramon Serrat i Fajula. Compongué una quarantena de sardanes, sarsueles, música per a l'orquestra i piano.